# جورج تاونز
جورج تاونز (بالإنجليزية: George W. Towns)‏ (و. 1801 – 1854 م) هو سياسي، ومحامي من الولايات المتحدة الأمريكية. ولد في مقاطعة ويلكس (جورجيا).
وهو عضو في الحزب الديمقراطي الأمريكي.
توفي في ماكون، جورجيا.